# Federazione Ginnastica d'Italia
La Federazione Ginnastica d'Italia (abbreviato F.G.d.I. o F.G.I., conosciuta anche con l'appellativo contratto Federginnastica) è l'organo che controlla e organizza le competizioni di ginnastica in Italia. Ha sede a Roma. È affiliata alla Federazione Internazionale di Ginnastica e all'Unione Europea di Ginnastica ed è riconosciuta dal CONI. È stata fondata nel 1869 ed è stata la prima Federazione sportiva della storia d'Italia.

## Storia

### Gli esordi
La prima federazione italiana di ginnastica fu fondata il 15 marzo 1869, con la denominazione Federazione Ginnastica Italiana, durante il 1º Convegno Ginnastico Italiano, che si tenne a Venezia su iniziativa di Costantino Reyer, Domenico Pisoni e Pietro Gallo. Essa riunì i Circoli Ginnastici, il Tiro a Segno e la Scherma; il presidente era Francesco Ravano. Gli intenti della federazione erano lo sviluppo di nuove Società ginnastiche (al tempo in Italia ne esistevano solo 6, mentre in Germania erano due migliaia) e la risoluzione dei problemi dei maestri di ginnastica, allora sottopagati e sottostimati.
Durante il Congresso di Bologna, terminato il 20 settembre 1874, le società affiliate si scissero in due federazioni, a causa di una contrapposizione tra gli ideali di un metodo "tradizionale" militaristico e di un metodo più innovativo, libero e naturale: le società più vecchie rimasero fedeli alla Federazione Ginnastica Italiana, le società venete ed emiliane fondarono la "Federazione delle Società Ginnastiche Italiane".
Dal 1878, per opera del Ministro della Pubblica Istruzione Francesco Saverio De Sanctis la ginnastica fu resa obbligatoria quale nuova materia di insegnamento. In seguito fu il Ministro della Pubblica Istruzione Todaro a migliorare la legge, nel 1893.
FGI e FSGI si riunificarono durante un congresso svoltosi dal 18 al 21 dicembre 1887 in Campidoglio; il nuovo organismo prese il nome di "Federazione Ginnastica Nazionale Italiana" (F.G.N.I.). Il presidente divenne il generale Luigi Gerolamo Pelloux, riaffermando così un'impostazione militaristica della ginnastica.
Con la trasformazione di molti giochi in discipline sportive, la F.G.N.I. accolse nel 1895 il football, dapprima quale manifestazione dimostrativa, ed in seguito attribuendo, durante i propri Concorsi Ginnastici, il titolo di «Campione d'Italia» attraverso appositi tornei. Promotore e divulgatore delle regole della "Football Association" fu il bolognese Francesco Gabrielli (1857-1899), Maestro Ginnasta ed educatore presso le Scuole e la Società Ginnastiche rodigine, dove si prodigò per il miglioramento delle discipline ginnastiche e per l'introduzione di nuovi giochi sportivi, soprattutto grazie al continuo confronto con esponenti della medicina sportiva e con membri delle federazioni sportive straniere, soprattutto tedesche, francesi ed inglesi.
Divenuto un autorevole esponente del movimento rinnovativo che si prefiggeva il corretto inserimento nella scuola delle discipline ginnastiche e sportive, a vari livelli a seconda dell'età dei giovani, Gabrielli realizzò nel 1896 il manuale Il giuoco del calcio o Football Association, edito a Rovigo dallo Stabilimento Tipolitografico Minelli; seguito, l'anno successivo, dalla seconda edizione con le varianti appena approvate in Inghilterra.
Gabrielli fu inoltre il fautore del campionato calcistico organizzato a Treviso durante un Concorso Nazionale, che attribuì nel 1896 all'Udinese il primo titolo calcistico italiano, titolo non riconosciuto dalla FIF/FIGC (nata come F.I.F. solo 2 anni dopo, nel 1898). Le regole del football di matrice F.G.N.I. (detto anche calcio ginnastico) furono in principio abbastanza diverse dalla disciplina tradizionale praticata in ambito FIF (anche se ufficialmente si trattava dello stesso sport). Durante i primi del Novecento, a seguito di una progressiva opera di uniformazione del regolamento alla matrice inglese, le uniche differenze rimaste consistevano nei tempi regolamentari di trenta minuti e nei relativi supplementari di dieci, nella possibilità data al portiere di poter prendere la palla con le mani in tutta la propria metà campo (senza fare più di tre passi), e nell'intervento di un giudice, in caso di pareggio, a sancire come squadra vincitrice di una partita la più disciplinata. Successivamente la Federazione adottò in via definitiva le regole del calcio stabilite dall'I.F.A.B. il 6 maggio 1903.
Gabrielli fu anche il primo dirigente sportivo a divulgare, partendo dal Nord-Est, diverse nuove discipline sportive, tra cui il gioco della palla a sfratto, della palla vibrata, del lawn-tennis, che riunì in altri due libretti, stampati dalla Casa Editrice Hoepli di Milano: Giuochi ginnastici raccolti e descritti per le scuole e per il popolo (1895), e Il giuoco dello sfratto a palla vibrata o Schleuder-ball (1896).
L'8 settembre 1896 la FGNI fu riconosciuta Ente Morale.

### Inizio Novecento
Nel 1901 la F.G.N.I. riprese la vecchia denominazione "F.G.I.", che abbandonò nel 1909 per tornare al nome precedente.
L'industrializzazione dell'Italia aiutò la ginnastica ad uscire dalla stretta cerchia degli sport d'élite, e dall'eccessivo militarismo a cui diversi governi impedivano il rinnovamento, frenando quelle che erano ritenute pericolose spinte al liberismo. A partire dal 1908, con l'approvazione della legge che introduceva la domenica festiva, il movimento sportivo italiano trovò gli spazi per poter sviluppare tutti gli sport. La popolarizzazione di tutte le manifestazioni ginnico-sportive e del calcio fu una delle principali conseguenze; i limitati e costosi spazi indoor non consentivano a tutte le nuove società sportive di emergere, mentre i nuovi sport all'aria aperta, quali podismo e ciclismo, riscuotevano notevoli successi, ed il calcio attecchiva a livello provinciale.
Alcuni anni dopo la fine della prima guerra mondiale, le FGI cambiò nuovamente denominazione, diventando "Reale Federazione Ginnastica Italiana" (R.F.G.I.). Nel 1920 la RFGI si aprì un settore di agonismo, per mantenere un successo pari a quello degli sport più accattivanti per i giovani: l'educazione fisica veniva mantenuta per tutta la popolazione, mentre la ginnastica agonistica era per campioni selezionati.
Nel 1945 la società passò all'attuale denominazione Federazione Ginnastica d'Italia (F.G.d'I.). Ci fu una crisi della ginnastica e della FGI nel dopoguerra, a causa del calo delle società ginnastiche (da 149 nel 1946, a 129 due anni dopo), della mancanza di fondi, della requisizione delle palestre per gli sfollati, dell'assenza di mezzi.

### La ripresa moderna
Nel 1952 la ginnastica ritmica entrò nei programmi scolastici, sotto la denominazione di "Ginnastica femminile moderna". Nel 1960 cominciò la fuoriuscita della ginnastica italiana dalla crisi del dopoguerra: alle Olimpiadi di Roma Giovanni Carminucci conquistò l'argento alle parallele, la squadra maschile conquistò il bronzo, Franco Menichelli vinse il bronzo al corpo libero. Il segretario della federazione, Angelo Riva, ripropose quella politica del “doppio binario” nata negli anni venti, che promuove sia la ginnastica artistica (agonistica e individuale) sia quella popolare e di massa, una idea che è tuttora alla base dei programmi federali.
Nel 1970 è stata istituzionalizzata la sezione di Ginnastica ritmica tra le attività ufficiali della Federazione.
Nel 1999 la FGI è diventata Ente privato di rilevanza pubblica sottoposto alla vigilanza del CONI, a seguito del decreto Melandri; il CONI mantiene così il potere di indirizzo e controllo della Federazione.
Nel 2000 viene eletto alla presidenza della Federazione Riccardo Agabio, che incentiva lo sviluppo delle attività di base, e costituisce due grandi settori, la Ginnastica per tutti e la Ginnastica Olimpica.
Nel 2008, alle Olimpiadi di Pechino, la Federazione si presenta con tutte le quattro Sezioni Olimpiche, per la prima volta da quando esistono le qualificazioni.
Nel dicembre 2016 viene eletto il Cav. Gherardo Tecchi al posto dell'uscente Agabio che lascia la federazione dopo 16 anni.
Nel marzo 2025 viene eletto Presidente il Dott. Andrea Facci dopo 8 anni di presidenza Tecchi.

## Le discipline
La Federazione regola 7 discipline:
- 4 Sezioni Olimpiche:
  - Ginnastica artistica maschile
  - Ginnastica artistica femminile
  - Ginnastica ritmica
  - Trampolino elastico
- 3 Sezioni non olimpiche:
  - Ginnastica per tutti
  - Ginnastica aerobica
  - Salute e Fitness

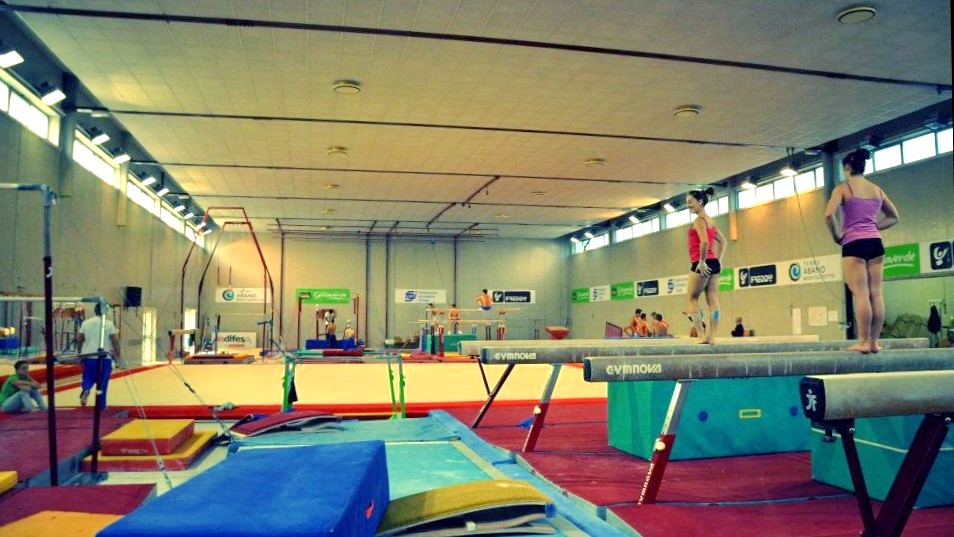
L'Accademia Nazionale (fino al 2012 conosciuta come «Centro Tecnico Federale») di Milano, per la ginnastica artistica

La FGI gestisce i relativi campionati di ginnastica artistica, ritmica, aerobica, Ginnastica per tutti e trampolino elastico. In passato, anche la pallacanestro era organizzata dalla F.G.d.I., finché non venne fondata la Federazione Italiana Basket-Ball.

## Le Scuole di ginnastica
Il 2 febbraio 1990 la Federazione istituisce il riconoscimento di "Scuola di Ginnastica": le società che lo ricevono sanno coniugare al meglio l'attività di promozione della ginnastica, offrendo un servizio tecnicamente e scientificamente valido, e quella agonistica, cercando di affermare i propri atleti in ambito regionale, nazionale e internazionale. Il riconoscimento ha quindi lo scopo di orientare l'attività verso una qualificazione tecnica di base e un incremento agonistico al vertice.
Il titolo di Scuola di ginnastica è assegnato ad preciso un livello, all'inizio di ogni anno entro il mese di febbraio (marzo per i primi due livelli), alle società delle sezioni di ginnastica artistica maschile e femminile e ritmica, valutate ogni due anni:
1. Scuola di ginnastica 1 stella: per attività del 1º livello dello Statuto Federale
2. Scuola di ginnastica 2 stelle: per attività agonistica di 2º livello dello Statuto Federale
3. Scuola di ginnastica 3 stelle: per attività agonistica di 3º livello dello Statuto Federale
4. Scuola di ginnastica 4 stelle: per agonistica internazionale per conto della Federazione
5. Scuola di ginnastica "Categoria Gold": per attività agonistica internazionale per conto della Federazione, con ginnasti appartenenti al Team Italia